# Black (album Lee Hyori)
BLACK – szósty album studyjny południowokoreańskiej piosenkarki Lee Hyori. Został wydany 4 lipca 2017 roku, przez Kiwi Media Group i dystrybuowany przez LOEN Entertainment, w wersji CD oraz cyfrowej.

## Lista utworów
| CD  | CD                                                    | CD                    | CD                       | CD            | CD      |
| Nr  | Tytuł utworu                                          | Tekst                 | Kompozycja               | Aranżacja     | Długość |
| --- | ----------------------------------------------------- | --------------------- | ------------------------ | ------------- | ------- |
| 1.  | „Seoul” (feat. Killagramz)                            | Lee Hyori, Killagramz | Lee Hyori, Kim Do-hyun   | Kim Do-hyun   | 4:07    |
| 2.  | „Black”                                               | Lee Hyori             | Lee Hyori, Kim Do-hyun   | Kim Do-hyun   | 4:16    |
| 3.  | „White Snake” (feat. Los)                             | Lee Hyori, Los        | Lee Hyori, Kim Do-hyun   | Kim Do-hyun   | 3:37    |
| 4.  | „Unknown track” (feat. Absint)                        | Lee Hyori, Absint     | Kim Do-hyun, Kim Ju-hyun | Kim Do-hyun   | 3:23    |
| 5.  | „Love Me” (feat. Killagramz)                          | Lee Hyori, Killagramz | Lee Hyori, Kim Do-hyun   | Kim Do-hyun   | 4:23    |
| 6.  | „Rain Fall” (kor. 비야내려)                           | Lee Hyori             | Kim Do-hyun              | Yoon Woo-seok | 3:04    |
| 7.  | „Mute”                                                | Kim Eana              | Lee Hyori, Kim Do-hyun   | Kim Do-hyun   | 3:22    |
| 8.  | „Pretty”                                              | Lee Hyori             | Lee Hyori                | Lee Hyori     | 4:34    |
| 9.  | „What Doesn't Change” (kor. 변하지않는건) (feat. Los) | Lee Hyori, Los        | Lee Hyori, Kim Do-hyun   | Kim Do-hyun   | 3:23    |
| 10. | „Diamond” (kor. 다이아몬드) (duet z Lee Juck)         | Lee Hyori             | Lee Hyori                | Lee Hyori     | 4:27    |
| 11. | „Seoul” (Inst.)                                       |                       | Lee Hyori, Kim Do-hyun   | Kim Do-hyun   | 4:05    |
| 12. | „Black” (Inst.)                                       |                       | Lee Hyori, Kim Do-hyun   | Kim Do-hyun   | 4:16    |
|     |                                                       |                       |                          |               | 46:57   |

## Promocja albumu
25 czerwca 2017 roku ukazała się lista utworów, które znajdą się na albumie BLACK.
25 czerwca 2017 roku Kiwi Media opublikowało na łamach Twittera zwiastun obrazu na przedpremierowy album z datą premiery 28 czerwca 2017 r..
30 czerwca 2017 roku Hyori wydała zwiastun pod tytułem Black Art Film #1 z datą 4 lipca 2017 roku i godziną 18:00. Później tego samego dnia opublikowano więcej zwiastunów albumu z rustykalnym motywem.
Drugi filmowy zwiastun został wydany 1 lipca, a dzień później ukazał się trzeci filmowy zwiastun. W dniu wydania albumu odbyła się konferencja prasowa, przed wybraną grupą dziennikarzy.

## Pozostałe informacje
Hyori skomponowała osiem piosenek (1–3, 5, 7–10) i napisała dziewięć utworów (1–6, 8–10) z dziesięciu, Hyori jest również producentem albumu.
26 czerwca, dzień po tym, jak Kiwi Media wydało zwiastun obrazu do piosenki "Seoul", Hyori wypuściła filmowy zwiastun piosenki. Oficjalny teledysk został wydany wraz z cyfrowym singlem 28 czerwca. 30 czerwca został wydany "making of" teledysku przez K-Tune Collective. Piosenka "Seoul" mówi o miłości-nienawiści do stolicy Korei Południowej, która uosabia ukochaną osobę.
2 lipca 2017 r., Hyori wydała zwiastun wideo zgodny z rustykalnym motywem albumu dla utworu tytułowego "Black". Kolejny zwiastun filmu został wydany 3 lipca. Premiera tego teledysku odbyła się tego samego dnia, co wydanie albumu. Piosenka jest refleksyjną kompozycją o tym, że Hyori powraca do swojego wcześniejszego debiutu i czuje się bardziej komfortowo w swojej skórze.
5 lipca 2017., Hyori wystąpiła i promowała "White Snake" jako trzeci singel albumu.

## Notowania
| Lista                   | Pozycja |
| ----------------------- | ------- |
| Gaon Weekly Album Chart | 9       |